# Basename

Comanda UNIX basename elimină calea (path) din numele unui fișier. Toate caracterele până la ultimul slash / sunt eliminate. Comanda este folosită în principal în scripturi.

## Sintaxă
```
basename nume [sufix]
```

unde nume este numele complet al fișierului încluzând calea, iar parametrul opțional sufix este și el înlăturat din numele fișierului.

## Exemple
```
$ basename /usr/share/fonts/lyx/cmr10.ttf
cmr10.ttf
```

```
$ basename /home/jsmith/base.wiki .wiki
base
```

## Performanță
Fiind un program separat, basename este mai lent decât substituire shell normală. Diferența de viteză devine vizibilă când programul este chemat de foarte multe ori, de exemplu:
```
while read file; do
  basename "$file"
done < some-input
```

Substituirea shell echivalentă și mult mai rapidă este următoarea
```
echo "${file##*/}";
```